# Zastupitelstvo Královéhradeckého kraje
Zastupitelstvo Královéhradeckého kraje je přímo volený orgán krajské samosprávy Královéhradeckého kraje. Na základě § 31 zákona o krajích má jakožto kraj s méně než 600 000 obyvateli 45 členů. Zastupitelstvo sídlí na Pivovarském náměstí v Hradci Králové a schází nejméně jednou za tři měsíce, vždy ve čtvrtek.[zdroj?]

## Současná rada Královéhradeckého kraje
- Petr Koleta (ANO), hejtman kraje
- Jan Jarolím (ANO 2011), 1. náměstek hejtmana
- Jana Berkovcová (ANO), 2. náměstkyně hejtmana (neuvolněná)
- Jiří Štěpán (nestraník), náměstek hejtmana
- Jana Hůlková (ANO), náměstkyně hejtmana
- Jiří Mašek (ANO), náměstek hejtmana (neuvolněný)
- Jaromír Dědeček (ANO), člen rady
- Zdeněk Praus (ANO), člen rady
- Rostislav Jireš (SPD), člen rady

## Volby 2020
Volby v říjnu 2020 vyhrála koalice ODS, STAN a hnutí Východočeši. Druhé bylo hnutí ANO, do zastupitelstva se dostali ještě Piráti, koalice Spolu pro kraj (Zelení a ČSSD, později SOCDEM), Koalice pro Královéhradecký kraj (KDU-ČSL, Volba pro město a Nestraníci), koalice Spojenci pro Královéhradecký kraj (TOP 09, Hradecký demokratický klub a LES) a SPD. Koalici utvořila vítězná aliance ODS, STAN a VČ společně s Piráty, Koalicí pro Královéhradecký kraj a Spojenci pro Královéhradecký kraj. Ostatní politické subjekty skončily v opozici. V zastupitelstvu koalice disponuje většinou 27 z 45 hlasů. Hejtmanem byl 2. listopadu 2020 na ustavujícím zasedání zvolen Martin Červíček (ODS).
Nedlouho po volbách byla zvažována i koalice na zcela jiném půdorysu. Do sestavování krajské rady chtělo promluvit hnutí ANO společně s koalicí Spolu pro kraj. Nabídku na post hejtmana od nich dostal lídr Pirátů Pavel Bulíček. Tato koalice by měla v zastupitelstvu těsnou většinu 23 ze 45 hlasů. Piráti se ale nakonec rozhodli pro spolupráci s vítězem voleb (s koalicí ODS, STAN a VČ) a nabídku na hejtmanský post odmítli.

### Výsledky voleb v roce 2020
Do Zastupitelstva Královéhradeckého kraje se dostalo celkem sedm kandidujících subjektů:
| Strany a koalice                                                                                       | Výsledek (procenta/mandáty) | Trend | Volební lídr               |
| --- | --------------------------- | ----- | -------------------------- |
| Koalice ODS, STAN a Východočeši - Občanská demokratická strana - Starostové a nezávislí - Východočeši  | 23,53 % / 12 zastupitelů    | ▲+12  | Martin Červíček (ODS)      |
| ANO 2011                                                                                               | 22,04 % / 12 zastupitelů    | ▼-1   | Jaromír Dědeček (ANO)      |
| Česká pirátská strana                                                                                  | 14,41 % / 7 zastupitelů     | ▲+7   | Pavel Bulíček (Piráti)     |
| SPOLU PRO KRAJ – Osobnosti kraje, ČSSD a Zelení - Česká strana sociálně demokratická - Strana zelených | 8,88 % / 4 zastupitelé      | ▲+4   | Jiří Štěpán (ČSSD)         |
| Koalice pro Královéhradecký kraj - KDU-ČSL - Volba pro město - Nestraníci                              | 8,32 % / 4 zastupitelé      | ▼-1   | Pavel Bělobrádek (KDU-ČSL) |
| Spojenci pro Královéhradecký kraj - TOP 09 - Hradecký demokratický klub - Liberálně ekologická strana  | 7,84 % / 4 zastupitelé      | ▲+4   | Aleš Cabicar (TOP 09)      |
| Svoboda a přímá demokracie                                                                             | 5,45 % / 2 zastupitelé      | ▲+2   | Zdeněk Podal (SPD)         |

Zbylých pět kandidujících subjektů nepřekročilo uzavírací klauzuli a do zastupitelstva se nedostalo:
| Strany a koalice                               | Výsledek (procenta) | Volební lídr                                     |
| ---------------------------------------------- | ------------------- | ------------------------------------------------ |
| Komunistická strana Čech a Moravy              | 4,51 %              | Zdeněk Ondráček (KSČM)                           |
| Trikolóra hnutí občanů                         | 3,09 %              | Jiří Matoušek (Trikolóra)                        |
| Demokratická strana zelených – ZA PRÁVA ZVÍŘAT | 0,97 %              | Dana Doškářová (nestr. za DSZ - ZA PRÁVA ZVÍŘAT) |
| Rozumní                                        | 0,73 %              | Václav Makalouš (nestr. za Rozumní)              |
| Volte Pravý Blok www.cibulka.net               | 0,18 %              | Antonín Grund (nestr. za PB)                     |

## Volby 2016
Po volbách v roce 2016 se do krajského zastupitelstva dostalo celkem devět subjektů: ANO 2011, Česká strana sociálně demokratická, Občanská demokratická strana, Koalice pro Královéhradecký kraj, Komunistická strana Čech a Moravy, Starostové a nezávislí a Východočeši, TOP 09, Koalice Svoboda a přímá demokracie a Strana Práv Občanů a Sdružení nezávislých kandidátů, Piráti a Strana zelených + Změna pro Královéhradecký kraj.
Krajskou koalici vytvořila ČSSD s ODS, STAN a VČ, TOP 09 a Koalicí pro Královéhradecký kraj. Hejtmanem se stal Jiří Štěpán.

### Výsledky voleb v roce 2016
| Strany a koalice | Výsledek (procenta/PM)   | Trend | Volební lídr                    |
| --- | ------------------------ | ----- | ------------------------------- |
| ANO 2011 | 25,18 % / 13 zastupitelů | ▲+13  | Klára Dostálová (nestr. za ANO) |
| Česká strana sociálně demokratická | 13,08 % / 6 zastupitelů  | ▼-6   | Jiří Štěpán (ČSSD)              |
| Občanská demokratická strana | 9,93 % / 5 zastupitelů   | ▼-1   | Martin Červíček (ODS)           |
| Koalice pro Královéhradecký kraj – KDU-ČSL – Hradecký demokratický klub – Volba pro město - Křesťanská a demokratická unie – Československá strana lidová - Hradecký demokratický klub - Volba pro město | 9,75 % / 5 zastupitelů   | ▼-2   | Vladimír Derner (KDU-ČSL)       |
| Komunistická strana Čech a Moravy | 9,39 % / 4 zastupitelé   | ▼-7   | Otakar Ruml (KSČM)              |
| STAROSTOVÉ A VÝCHODOČEŠI - Starostové a nezávislí - Východočeši | 8,98 % / 4 zastupitelé   | ▲+4   | Martina Berdychová (VČ)         |
| TOP 09 | 7,74 % / 4 zastupitelé   | ▲+4   | Leoš Heger (TOP 09)             |
| Koalice Svoboda a přímá demokracie - Tomio Okamura (SPD) a Strana Práv Občanů a SNK - Svoboda a přímá demokracie - Strana Práv Občanů                                                                    | 5,54 % / 2 zastupitelé   | ▲+2   | Jiří Morávek (nestr. za SPD)    |
| Piráti a Strana zelených + Změna pro Královéhradecký kraj - Česká pirátská strana - Strana zelených | 5,27 % / 2 zastupitelé   | ▲+2   | Martin Hanousek (SZ)            |

Kandidátku do krajských voleb podalo celkem 17 politických subjektů. Každá strana, hnutí nebo koalice mohla úvest nejvýše 50 kandidátů.
| #  | Strana/Koalice/Hnutí                                                                      | lídr               | dvojka             | trojka            |
| -- | ----------------------------------------------------------------------------------------- | ------------------ | ------------------ | ----------------- |
| 1  | Volte Pravý Blok ... www.cibulka.net                                                      | Leopold Spitzer    | Antonín Grund      | Alena Fleglová    |
| 2  | Občanská demokratická strana                                                              | Martin Červíček    | Václav Řehoř       | Jana Drejslová    |
| 7  | Koalice Svoboda a přímá demokracie - Tomio Okamura (SPD) a Strana Práv Občanů a SNK       | Jiří Morávek       | Miroslav Matějka   | Luďka Tomešová    |
| 12 | Česká strana sociálně demokratická                                                        | Jiří Štěpán        | Josef Dvořák       | Miroslav Antl     |
| 30 | ANO 2011                                                                                  | Klára Dostálová    | Jiří Mašek         | Jana Berkovcová   |
| 32 | TOP 09                                                                                    | Leoš Heger         | Aleš Cabicar       | Milan Sommer      |
| 36 | Koalice pro Královéhradecký kraj - KDU-ČSL – Hradecký demokratický klub – Volba pro město | Vladimír Derner    | Pavel Bělobrádek   | Petr Kubát        |
| 37 | Komunistická strana Čech a Moravy                                                         | Otakar Ruml        | Táňa Šormová       | Zdeňka Šárová     |
| 41 | Národní demokracie                                                                        | Pavel Šimek        | Tomáš Tér          | Petr Seidel       |
| 43 | Úsvit s Blokem proti islamizaci                                                           | Jiří Štětina       | Karel Pohner       | Vladimír Dryml    |
| 50 | STAROSTOVÉ A VÝCHODOČEŠI                                                                  | Martina Berdychová | Jan Sobotka        | Rudolf Cogan      |
| 52 | Svobodní a Soukromníci                                                                    | František Tomášek  | Jan Šebelík        | Oldřich Horák     |
| 56 | Piráti a Strana zelených + Změna pro Královéhradecký kraj                                 | Martin Hanousek    | Martin Jiránek     | Pavel Bulíček     |
| 67 | NE ILEGÁLNÍ IMIGRACI – PENÍZE RADĚJI PRO NAŠE LIDI                                        | Václav Makalouš    | Petr Hornig        | Renata Hodovalová |
| 68 | Nezávislí                                                                                 | Kamil Janiš        | Jiří Krám          | Milan Jirka       |
| 70 | Koalice Republikánů Miroslava Sládka, Patriotů České republiky a HOZK                     | Věra Jarkovská     | Vladimíra Lesenská | Tomáš Mrna        |
| 75 | Dělnická strana sociální spravedlnosti – Imigranty a islám v ČR nechceme!                 | Marcel Marx        | Vlastimil Ptáček   | Ondřej Pelan      |

## Volby 2012
Ve funkčním období 2012–2016 v něm zasedalo šest politických uskupení: Česká strana sociálně demokratická, Komunistická strana Čech a Moravy, Koalice pro Královéhradecký kraj, Občanská demokratická strana, TOP 09 a Starostové pro Královéhradecký kraj a Východočeši.
Volby vyhrála ČSSD, byť s velikou ztrátou preferencí. Hned za nimi skončili komunisté, uspělo i nové hnutí Východočeši. Vznikla koalice ČSSD s KSČM, která však měla velmi těsnou většinu. Jeden zastupitel za ČSSD navíc zpočátku odmítal koalici s KSČM podpořit. Hejtmanem zůstal Lubomír Franc. Volební účast dosáhla 38,43 %.

### Volební výsledky
| Strana/koalice/hnutí                         | Zisk    | Mandátů | Lídr               |
| -------------------------------------------- | ------- | ------- | ------------------ |
| Česká strana sociálně demokratická           | 19,73 % | 12      | Lubomír Franc      |
| Komunistická strana Čech a Moravy            | 19,39 % | 11      | Otakar Ruml        |
| Koalice pro Královéhradecký kraj             | 12,07 % | 7       | Pavel Bělobrádek   |
| Občanská demokratická strana                 | 10,62 % | 6       | Miloslav Plass     |
| TOP 09 a Starostové pro Královéhradecký kraj | 8,25 %  | 5       | Rudolf Cogan       |
| Východočeši                                  | 7,69 %  | 4       | Martina Berdychová |
| ostatní                                      |         |         |                    |
| Změna pro Královéhradecký kraj               | 4,09 %  | –       | Adam Záruba        |
| Patrioti České republiky                     | 3,97 %  | –       | Hana Nedvědová     |
| Strana Práv Občanů ZEMANOVCI                 | 2,76 %  | –       | Vladimír Dryml     |
| SNK Evropští demokraté                       | 2,23 %  | –       | Helmut Dohnálek    |
| Česká pirátská strana                        | 1,90 %  | –       | Stanislav Štipl    |
| Strana svobodných občanů                     | 1,79 %  | –       | Vít Jedlička       |
| DSSS – STOP NEPŘIZPŮSOBIVÝM!                 | 1,51 %  | –       | Vlastimil Ptáček   |
| Strana zdravého rozumu                       | 1,09 %  | –       | Luďka Tomešová     |
| Volte Pravý Blok www.cibulka.net             | 1,05 %  | –       | Václav Dědeček     |
| Věci veřejné                                 | 0,93 %  | –       | Vítězslav Janků    |
| Strana soukromníků České republiky           | 0,49 %  | –       | Radovan Hovorka    |
| Národní socialisté – levice 21. století      | 0,25 %  | –       | Aleš Skořepa       |
| Česká strana národně sociální                | 0,09 %  | –       | Ivan Pešout        |

## Volby 2008
Stejně jako v ostatních krajích vyhrála i v Královéhradeckém kraji ČSSD, druhá skončila do té doby nejsilnější ODS a dále ještě uspěla KSČM, Koalice pro Královéhradecký kraj a SNK ED. Koalice Volba pro kraj, která měla do té doby dva mandáty, se při zisku 4,95 % hlasů těsně do zastupitelstva nedostala. Koalici následně vytvořila ČSSD, Koalice pro Královéhradecký kraj a SNK ED. Hejtmanem se stal Lubomír Franc za ČSSD. Volební účast činila 41,72 %.

### Volební výsledky
| Strana/hnutí/koalice stran                                   | Podíl hlasů | Počet mandátů | Volební lídr    |
| ------------------------------------------------------------ | ----------- | ------------- | --------------- |
| Česká strana sociálně demokratická                           | 31,94 %     | 18            | Lubomír Franc   |
| Občanská demokratická strana                                 | 24,33 %     | 13            | Pavel Bradík    |
| Komunistická strana Čech a Moravy                            | 13,47 %     | 7             | Vlastimil Dlab  |
| Koalice pro Královéhradecký kraj                             | 7,68 %      | 4             | Jiří Veselý     |
| SNK Evropští demokraté                                       | 6,02 %      | 3             | Helmut Dohnálek |
| Volba pro kraj                                               | 4,95 %      | –             | Václav Ludvík   |
| Strana zelených                                              | 3,97 %      | –             | Jan Balcar      |
| Nezávislí                                                    | 3,56 %      | –             | Bohumil Orel    |
| Volte Pravý Blok www.cibulka.net                             | 1,28 %      | –             | Zdeněk Nosek    |
| Dělnická strana – za zrušení poplatků ve zdravotnictví       | 1,02 %      | –             | Antonín Grund   |
| SDŽ – Strana důstojného života                               | 0,81 %      | –             | Alois Tuháček   |
| Strana zdravého rozumu                                       | 0,63 %      | –             | Alena Filipová  |
| Sdružení pro republiku – Republikánská strana Československa | 0,27 %      | –             | Věra Jarkovská  |

## Volby 2004
V historicky druhých krajských volbách vítězství obhájila ODS, s výrazným odstupem pak následovala KSČM, ČSSD a KDU-ČSL. Do zastupitelstva se ještě dostalo SNK a velmi těsně s rovnými 5 % také koalice Volba pro kraj (ED, VPM a SOS). Post hejtmana obhájil Pavel Bradík poté, co vznikla koalice ODS a SNK. Volební účast činila 32,56 %.

### Volební výsledky
| Strana/hnutí/koalice stran                                    | Podíl hlasů | Počet mandátů | Volební lídr    |
| ------------------------------------------------------------- | ----------- | ------------- | --------------- |
| Občanská demokratická strana                                  | 39,28 %     | 21            | Pavel Bradík    |
| Komunistická strana Čech a Moravy                             | 16,66 %     | 8             | Jan Vaník       |
| Česká strana sociálně demokratická                            | 11,97 %     | 6             | Pavel Trpák     |
| Křesťanská a demokratická unie – Československá strana lidová | 10,35 %     | 5             | Vladimír Derner |
| SNK Sdružení nezávislých                                      | 6,09 %      | 3             | Helmut Dohnálek |
| ED, VPM, SOS – Volba pro kraj                                 | 5,00 %      | 2             | Václav Ludvík   |
| Unie svobody – Demokratická unie                              | 3,44 %      | –             | Jaroslav Vácha  |
| Nezávislí                                                     | 2,51 %      | –             | Dana Holečková  |
| Strana zelených                                               | 2,50 %      | –             | Jaroslav Čihák  |
| Strana za životní jistoty – Strana občanů republiky České     | 0,84 %      | –             | Tomáš Magnusek  |
| Pravý blok                                                    | 0,44 %      | –             | Petr Lukáček    |
| Republikáni Miroslava Sládka                                  | 0,36 %      | –             | Ivan Kubec      |
| Strana zdravého rozumu                                        | 0,28 %      | –             | Hana Krásenská  |
| Koruna Česká (monarchistická strana Čech, Moravy a Slezska)   | 0,19 %      | –             | Jiří Bohdanecký |
| Demokratická unie České republiky                             | 0,03 %      | –             | Ivan Fanderlik  |

## Volby 2000
Volby vyhrála ODS, druhá skončila Čtyřkoalice (koalice stran KDU-ČSL, US, DEU a ODA). Do zastupitelstva se dostala ještě KSČM a ČSSD. Krajskou koalici vytvořila ODS společně s Čtyřkoalicí a historicky prvním hejtmanem Královéhradeckého kraje byl zvolen člen ODS Pavel Bradík. Svůj hlas odevzdalo 34,74 % oprávněných voličů.

### Volební výsledky
| Strana/hnutí/koalice stran                                | Podíl hlasů | Počet mandátů | Volební lídr      |
| --------------------------------------------------------- | ----------- | ------------- | ----------------- |
| Občanská demokratická strana                              | 26,85 %     | 14            | Pavel Bradík      |
| Čtyřkoalice                                               | 26,23 %     | 14            | Vladimír Derner   |
| Komunistická strana Čech a Moravy                         | 17,99 %     | 10            | Jan Vaník         |
| Česká strana sociálně demokratická                        | 13,18 %     | 7             | Miloslav Mrština  |
| Koalice Volba pro město a Strana pro otevřenou společnost | 4,87 %      | –             | Jan Doskočil      |
| Koalice Česká strana národně sociální a Nezávislí         | 4,44 %      | –             | Daniel Tuček      |
| Strana za životní jistoty                                 | 2,69 %      | –             | Eva Bažantová     |
| Strana venkova                                            | 1,29 %      | –             | Jiří Kučera       |
| Republikáni Miroslava Sládka                              | 1,15 %      | –             | Ivan Kubec        |
| Humanistická aliance                                      | 0,75 %      | –             | Jan Tamáš         |
| Vlastenecká republikánská strana                          | 0,19 %      | –             | Miroslav Rousek   |
| Národně demokratická strana                               | 0,16 %      | –             | Eduard Katzer     |
| Koalice Pravý blok a Klub angažovaných nestraníků         | 0,15 %      | –             | Jaroslav Turovský |